# Christopher Flannery
Christopher Dale Flannery, född 1948 i Brunswick, försvann 9 maj 1985, var en påstådd australisk kontraktsmördare känd som Mr Rent-a-Kill. Han växte upp i en arbetarklassmiljö och i en kultur som misstrodde polisen. Efter att ha lämnat Melbourne inledde han ett liv av brott och gängkrig till dess att han försvann 1985.